# Arshak Dabaghian
Arshak Dabaghian (Armenië, 1974) is een gediplomeerd judoleraar en voormalig Nederlands kampioen judo. In 1998 haalde hij deze titel, in 1996 werd hij tweede en in 1997 haalde hij de derde plaats.
Dabaghian begon met judo toen hij zes jaar oud was. Een aantal jaren later werd hij judokampioen van Armenië. Om zich verder te ontwikkelen ging hij naar Rusland, waar hij een aantal keren kampioen werd. In 1995 kwam hij naar Nederland.
Hij werd getraind en werkte samen met Chris de Korte, 9e dan judo. Dabaghian zelf heeft
de 3e dan Judo.
Ook is hij een beoefenaar van diverse andere martial arts zoals sambo en Shooto. In Shooto doet hij meestal mee in de lichtzwaargewichtklasse (tot 83 kg).
Dabaghian heeft een sportschool met de naam Arshak body & Budo World.